# Klahanie (Washington)
Klahanie  est une census-designated place américaine de l'État de Washington dans le comté de King. 
La population était de 10 674 habitants en 2010.